# Stenentoma
Stenentoma là một chi bướm đêm thuộc phân họ Olethreutinae, họ Tortricidae Tortricidae.

## Các loài
- Stenentoma chrysolampra Diakonoff, 1969
- Stenentoma onychosema Diakonoff, 1969